# Steatocranus gibbiceps
Steatocranus gibbiceps ist eine Buntbarschart, die im Einzugsbereich des unteren des Kongos bis Matadi und im Pool Malebo vorkommt. Die Art wurde im Jahr 1899 durch den belgisch-britischen Zoologen George Albert Boulenger zusammen mit der Gattung Steatocranus erstmals wissenschaftlich beschrieben und ist die Typusart der Gattung.

## Merkmale
Männchen von Steatocranus gibbiceps erreichen eine Länge von bis zu 12 cm, Weibchen bleiben mit 10 cm etwas kleiner. Die Art ist dem aus der Aquaristik bekannten Buckelkopfbuntbarsch (Steatocranus casuarius) sehr ähnlich, ist aber schlanker und bleibt kleiner (S. casuarius: ♂ max. 15 cm, ♀ max. 12 cm), hat eine andere Bezahnung und einen kürzeren Darm. Steatocranus gibbiceps ist ein Gastropodenfresser und hat einen Darm dessen Länge 0,75 bis 0,8 % der Körperlänge ausmacht, während der Buckelkopfbuntbarsch als Algenfresser einen Darm hat, der 1,5 bis 3 mal so lang ist wie der Körper. Die Schuppen von S. gibbiceps sind hellgrau und haben einen dunklen Rand, während es beim Buckelkopfbuntbarsch genau umgekehrt ist. Auch bei Steatocranus gibbiceps entwickeln die Männchen einen Stirnbuckel, der mit zunehmendem Alter immer größer wird. Die Brust von S. gibbiceps ist cremefarben, die Kiemenmembranen sind schwärzlich braun.
- Flossenformel: Dorsale XIX–XX/7–8, Anale III/6.[3]
- Schuppenformel: mLR 30–32, SL 20–21/8.[3]

## Lebensweise
Steatocranus gibbiceps ernährt sich vor allem von Schnecken und ist ein Höhlenbrüter, der eine Vater-Mutter-Familie bildet.

## Belege
1. 1 2  Steatocranus gibbiceps auf Fishbase.org (englisch)
2. 1 2 3  Anton Lamboj: Die Cichliden des westlichen Afrikas. Verlag: Natur und Tier, 2006, ISBN 386-659000-8, Seite 57 u. 58.
3. 1 2 3  Günther Sterba: Süsswasserfische der Welt, Urania-Verlag, 1990, ISBN 3-332-00109-4, Seite 804 u. 805.